# ブロンテース
ブロンテース（古希: Βροντης, Brontēs）は、ギリシア神話に登場する巨人である。その名は「雷鳴」を意味する。ガイアとウーラノスの子で、一つ目の巨人キュクロープスの1人。ステロペース、アルゲースと兄弟。長母音を省略してブロンテスとも表記される。
ウーラノスは恐ろしい姿と膂力を恐れて、ブロンテースらキュクロープスとヘカトンケイルをガイアの腹の中に閉じ込めた。その後、ティーターノマキアーの際にゼウスによって解放され、感謝した彼らはゼウスの武器である雷を鍛えた。その後はシケリア島のエトナ火山にある洞窟で鍛冶神ヘーパイストスの仕事を手伝っているとされる。
『イーリアス』8巻39行の古註によると、ブロンテースは女神アテーナーの父である。ゼウスはメーティスを手元に置くために女神を呑み込んだが、このときすでにメーティスはブロンテースの子を身ごもっていたという。